# Caretofobia, disco 2
Caretofobia, disco 2 (aunque conocido comúnmente como Caretofobia II) es el sexto álbum de estudio de la banda de punk rock argentina Flema, editado en el año 2001 por Cicatriz Discos. Junto a su antecesor Caretofobia, disco 1 forman el primer álbum doble de Flema.

## Lista de canciones
| N.º   | Título                            | Duración |  |
| 1.    | «Intro»                           | 0:04     |  |
| 2.    | «La manija»                       | 2:16     |  |
| 3.    | «Hoy yo puedo volar»              | 2:19     |  |
| 4.    | «Hoy me siento mal»               | 1:06     |  |
| 5.    | «Demasiado nada»                  | 3:08     |  |
| 6.    | «Te querré (eléctrico)»           | 2:18     |  |
| 7.    | «Vigilante»                       | 1:43     |  |
| 8.    | «Síndrome 2000»                   | 2:07     |  |
| 9.    | «Mandibuleás (pseudo-eléctrico)»  | 2:04     |  |
| 10.   | «Viejo y cansado»                 | 2:11     |  |
| 11.   | «Ch. (Amigos)»                    | 1:30     |  |
| 12.   | «Él es la autoridad»              | 2:27     |  |
| 13.   | «Me hundo un poco más (acústico)» | 3:10     |  |
| 14.   | «No quiero ir a la guerra»        | 1:57     |  |
| 15.   | «Bajar (acústico)»                | 3:14     |  |
| 16.   | «Conclusión»                      | 0:12     |  |
| 31:46 |                                   |          |  |

## Músicos
- Ricky Espinosa - voz
- Gonzalo Diaz Colodrero - guitarra
- Luichi Gribaldo - guitarra
- Fernando Rossi - bajo
- Diego Piazza - batería

- Datos: Q16490236